# Rachel Rinast
Rachel Miriam Marcia Free Rinast (Bad Segeberg, 2 juni 1991) is een Duits-Zwitsers voetbalspeelster.

## Statistieken
| Seizoen | Club               | Land      | Competitie | Wedstrijden | Doelpunten |
| ------- | ------------------ | --------- | ---------- | ----------- | ---------- |
| 2009/10 | Holstein Kiel      | Duitsland | 2BW        |             |            |
| 2010/11 | Köln               | Duitsland | 2BW        |             |            |
| 2011/12 | Köln               | Duitsland | 2BW        |             |            |
| 2012/13 | SC 07 Bad Neuenahr | Duitsland | FRB        |             |            |
| 2012/13 | SC 07 Bad Neuenahr | Duitsland | 2BW        |             |            |
| 2013/14 | Köln               | Duitsland | 2BW        |             |            |
| 2014/15 | Köln               | Duitsland | 2BW        |             |            |
| 2015/16 | Köln               | Duitsland | FRB        |             |            |
| 2016/17 | Bayer Leverkusen   | Duitsland | FRB        |             |            |
| 2018/19 | Freiburg           | Duitsland | FRB        |             |            |
| 2019/20 | Köln               | Duitsland | FRB        |             |            |
| 2020/21 | Köln               | Duitsland | 2BW        |             |            |
| Totaal  | Totaal             | Totaal    | Totaal     | 185         | 17         |

Laatste update: december 2020

## Interlands
Op 4 maart 2015 speelt Rinast tegen IJsland haar debuut voor het Zwitsers voetbalelftal.

## Privé
Dankzij de Zwitserse nationaliteit van haar moeder, kan zij ook voor Zwitserland uitkomen.